# توني هاغن
توني هاغن هو جيولوجي وجغرافي سويسري، ولد في 17 أغسطس 1917 في لوسرن في سويسرا، وتوفي في 18 أبريل 2003 في Lenzerheide ‏ في سويسرا.